# Aucelon
Aucelon – miejscowość i gmina we Francji, w regionie Owernia-Rodan-Alpy, w departamencie Drôme.
Według danych na rok 1990 gminę zamieszkiwało 18 osób, a gęstość zaludnienia wynosiła 1 osoba/km² (wśród 2880 gmin regionu Rodan-Alpy Aucelon plasuje się na 1596. miejscu pod względem liczby ludności, natomiast pod względem powierzchni na miejscu 600.).

## Populacja

Populacja Aucelon w latach 1962–2008